# Solenostomus armatus
 (décembre 2023).
Si vous disposez d'ouvrages ou d'articles de référence ou si vous connaissez des sites web de qualité traitant du thème abordé ici, merci de compléter l'article en donnant les références utiles à sa vérifiabilité et en les liant à la section « Notes et références ».
Espèce
Le Syngnathe blindé (Solenostomus armatus) est un poisson téléostéen de la famille des Solenostomidae. 

## Description
Ses nageoires pectorales sont étalées comme des ailes. Il mesure environ 12 cm. 
Les femelles transportent les œufs dans leurs nageoires pelviennes qui deviennent des poches incubatrices.

## Habitat et répartition
On le rencontre principalement dans le Pacifique ouest, dans la mer d'Arafura, en Indonésie et au sud-est des îles de Kyushu au Japon. 
On le trouve dans une profondeur maximale de 95 m.